# Список графів Паризьких
Граф Паризький був правителем області, що включала власне місто Париж та його околиці. Титул використовувався за часів правління Каролінгів. Починаючи з Одо, який був королем Франції, графство Паризьке закріпилось у домі Робертинів.
Після сходження на французький престол Гуго Капета й заснування ним королівської династії Капетингів, Паризьке графство увійшло до складу королівського домену. Перед тим воно ненадовго перейшло в дім Бушаридів — Гуго Капет подарував його своєму відданому васалу Бушару I Почесному, графу Вандомському.
Титул графа Паризького було відновлено претендентами на французький трон від Орлеаністів для того, щоб підкреслити свою приналежність до Капетинзького дому.

## Графи Парижа

### Каролінги
- Грифон (бл. 726—753), син Карла Мартела та Сванхільди Баварської.

### Матфрідінги
- Жерар I (752—778), батько Етьєна, Бегона і Летхарда I
- Етьєн (778—811), син попереднього
- Беггон або Бегго (815—816), брат попереднього
- Летард I, граф де Фезансак, потім граф Парижа (816), брат попереднього
- Жерар II (бл. 790—877), також Жирар де Руссильйон, граф Парижа від 834, герцог В'єннуа, герцог Ліонне (863), син Летарда I та брат Адаларда Сенешаля
- Летард II (згадується 816), син Бегона
- Адалард, онук Бегона, пфальцграф (877), граф Парижа. Батько Аделаїди, дружини короля Людовика II Заїки.

### Вельфи
- Конрад I Старий (бл. 800—863), син Вельфа I.

### Робертіни
- Одо (помер 898), граф Парижа, потім — король Франції
- Роберт I (помер 923), маркграф Нейстрії, граф Парижа, Блуа, Анжера, Тура, Орлеана, потім — король Франції
- Гуго Великий (помер 956), герцог Франції
- Гуго Капет (помер 996), син попереднього

### Бушаріди
- Бушар I Почесний, граф Вандома, граф Парижа (987—1005)
- Рено, єпископ Парижа, граф Парижа (1005—1017), син поепереднього

### Орлеанський дім

#### Титулярний граф заЛипневої монархії
- Філіп Орлеанський, граф Парижа (1838—1848), потім титулярний граф

#### Титулярні графи
- Філіп Орлеанський, граф Парижа (1838—1894)
- Генріх Орлеанський, граф Парижа (1929—1999).
- Генріх Орлеанський, граф Парижа, герцог Франции (від 1999)